# 찰름프라끼앗군 (나콘시탐마랏주)
찰름프라끼앗군은 나콘시탐마랏주의 행정 구역이다. 이 지역의 총 인구 수는 2005년 기준으로 33466명이다. 인구 밀도는 269.7km2이다.

## 행정 구역
| 번호 | 지명       | 태국어 지명 | 빌리지 | 인구   |  |
| 1.   | Chian Khao | เชียรเขา     | 13     | 6,868  |  |
| 2.   | Don Tro    | ดอนตรอ      | 5      | 6,271  |  |
| 3.   | Suan Luang | สวนหลวง     | 13     | 11,190 |  |
| 4.   | Thang Phun | ทางพูน       | 6      | 9,137  |  |

|  | 이 글은 지리에 관한 토막글입니다. 여러분의 지식으로 알차게 문서를 완성해 갑시다. |